# غنيمة (إسلام)
الغنيمة في الفقه الإسلامي هو كل ما أخذ من الكفار بقوة الخيل والركاب أو ما يقوم مقامهما في كل زمن، ويدخل في الغنيمة سلاح العدو وعتاده والحيوان من خيل وماشية وذهب وفضة وكل ما يصلح من متاع الدنيا حتى الخيط والإبرة. وحكمها توزع علي المجاهدين كلٍ على قدر مساهمته وعدته وعتاده، ويصرف الخمس لله والرسول ولذي القربي واليتامي والمساكين.

## تعريف الغنائم فيالشريعة الإسلامية
هي ما أُخذ من أموال أهل الحرب عنوةً بطريق القهر والغلبة، أو هي ما يُؤخذ من مالٍ حربيٍ قهراً عن طريق القتال مما هو واجب الاقتسام بين المقاتلين. ووفقاً لهذا التعريف يخرج من مفهوم الغنائم كل ما يؤخذ من أموال العدو ولا تتوجب قسمته بين المقاتلين، كالجزية والخراج والعشور، وما جلا العدو عنه خوفاً وفزعاً فغنمه المسلمون من دون قتال (وهو ما يُسمى الفيء)، وأسلاب القتلى من المشركين؛ لأن هذه جميعاً لا يتوجب قسمتها.

## أحكام الغنائم
حلل الله تعالى الغنائم الحربية للمسلمين، وجعلها من نصيب الرسول حصراً في أوّل الأمر وذلك بموجب الآيـة الكريمـة (يَسْأَلُوَنَكَ عَن الأَنْفالِ قُل ِالأَنْفالُ لِلِّهِ والرَّسُولِ فاتَّقُوا اللَّهَ وأَصْلِحُوا ذاتَ بَيْنِكُمْ وأَطِيْعُوا اللَّهَ ورَسُولَهُ إنْ كُنْتُمْ مؤْمِنْين) (الأنفال 1). ثم نزلت بعد ذلك آية التخميس التي تقول: (واعْلَمُوا أنَّما غَنِمتُمْ مِنْ شَيءٍ فَأَنّ للَّهِ خُمْسَهُ ولِلرَّسُول ولِذي القُرْبَى واليَتامَى والمَساكِيْنِ وابَّنِ السَّبِيْلِ) (الأنفال 41). وهكذا وضعت هذه الآية الكريمة مبدأً عاماً وشاملاً هو قسمة الغنائم إلى خمسة أقسام:
الخمس الأول: يُصرف في سبيل الله على فئات معينة من الأشخاص، وقد اتفق الفقهاء في عهد رسول الله صلى الله عليه وسلم على تقسيم هذا الخُمس إلى خمسة أنصبة: النصيب الأول لبيت مال المسلمين كي يُصرف في سبيل الله، والنصيب الثاني للرسول وذوي القربى - آل بيته -، والثالث يُصرف على اليتامى، والرابع على المساكين، والخامس على أبناء السبيل. أما الأخماس الأربعة الباقية فتُوزع بين من شهد المعركة من مُقاتلي المسلمين. إذ مّيز الله سبحانه وتعالى المجاهدين في سبيله من القاعدين، وإذا كان لهؤلاء المجاهدين أجر الجهاد العظيم فإن لهم أجراً آخر هو حقهم في توزيع أربعة أخماس الغنائم الحربية عليهم من دون القاعدين، والرأي السائد بين الجمهور هو أن توزع هذه النسبة بين من حضروا الوقيعة حصراً، استناداً إلى قول عمر رضي الله عنه: «إنما الغنيمة لمن شهد الوقيعة».
ينبغي التأكيد أخيراً أنه وإن أحلت الغنائم في الإسلام، ونزل في شأنها تشريع تفصيلي، لم يكن مقصد الجهاد هو الحصول على الأموال والأسلاب، وإنما كما قال الفقهاء: المقصود الأعظم من الجهاد هو إعلاء كلمة الله تعالى، ونشر شرع الله والدفاع عنه والغنائم تابعة، أي إن الغنائم نتيجة الحرب، ويتملكها المسلمون بالإحراز، فهي لإضعاف العدو ومعاقبته وتعويض ما أُنفق في القتال، فلم يكن المسلمون يوماً يهدفون في حروبهم إلى غرض دنيوي أو يشنون حروباً اقتصادية للسيطرة على مناطق النفوذ والثروة والأسواق الخارجية في العالم، كما حصل في الحرب العالمية الأولى، أو لتحقيق المطامع والأهواء المادية أو لتوسع في الملك، كما هو هدف أغلب الحروب الحديثة، قال الله عز وجل: (يا أَيّها الَّذِيْنَ آمَنُوا إذا ضَرَبْتُمْ في سَبيْلِ اللَّه فَتَبَيَّنُوا ولا تَقُولُوا لِمَنْ أَلْقَى إِلَيْكُمُ السَلامَ لَسْتَ مُؤّمِناً تَبْتَغُونَ عَرَضَ الحَياةِ الدُّنْيا فَعِنْدَ اللَّهِ مَغَانِمُ كَثِيَرةٌ) (النساء 49). وواجب هنا ذكر قول عمر بن عبد العزيز لبعض ولاته: «إن الله بعث محمداً بالحق هادياً ولم يبعثه جابياً» أي أن الهدف هو الهداية لا الجباية، والمساواة لا القهر والتفريق.